# Норко (Луизијана)
Норко (енгл. Norco) насељено је место без административног статуса у америчкој савезној држави Луизијана.

## Демографија
По попису из 2010. године број становника је 3.074, што је 505 (-14,1%) становника мање него 2000. године.
| Група             | 2000.         | 2010.         |
| Белци             | 2.762 (77,2%) | 2.713 (88,3%) |
| Афроамериканци    | 688 (19,2%)   | 215 (7,0%)    |
| Азијати           | 10 (0,3%)     | 16 (0,5%)     |
| Хиспаноамериканци | 72 (2,0%)     | 93 (3,0%)     |
| Укупно            | 3.579         | 3.074         |